# المشعب (حبيش)

تعديل مصدري - تعديل

المشعب محلة تابعة لقرية الجبانة، التابعة لعزلة السلق بمديرية حبيش إحدى مديريات محافظة إب في الجمهورية اليمنية، بلغ تعداد سكانها 89 حسب تعداد اليمن لعام 2004.